# Roatán
La isla de Roatán es la mayor de las Islas de la Bahía, uno de los dieciocho departamentos de la República de Honduras.

## Historia y descripción de la isla

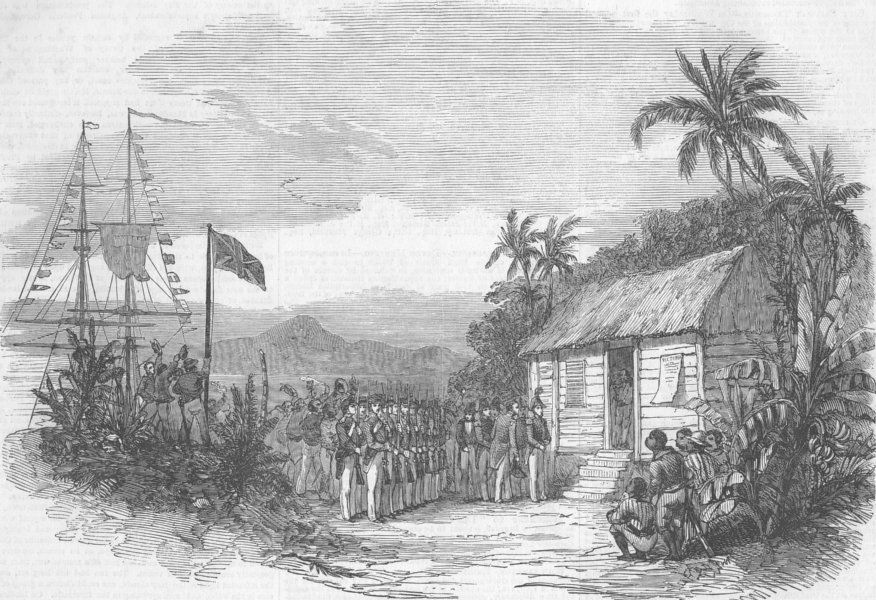
Grabado de 1853 donde tropas británicas celebran el primer aniversario de la anexión del archipiélago al imperio británico como Colonia de las Islas de la Bahía.

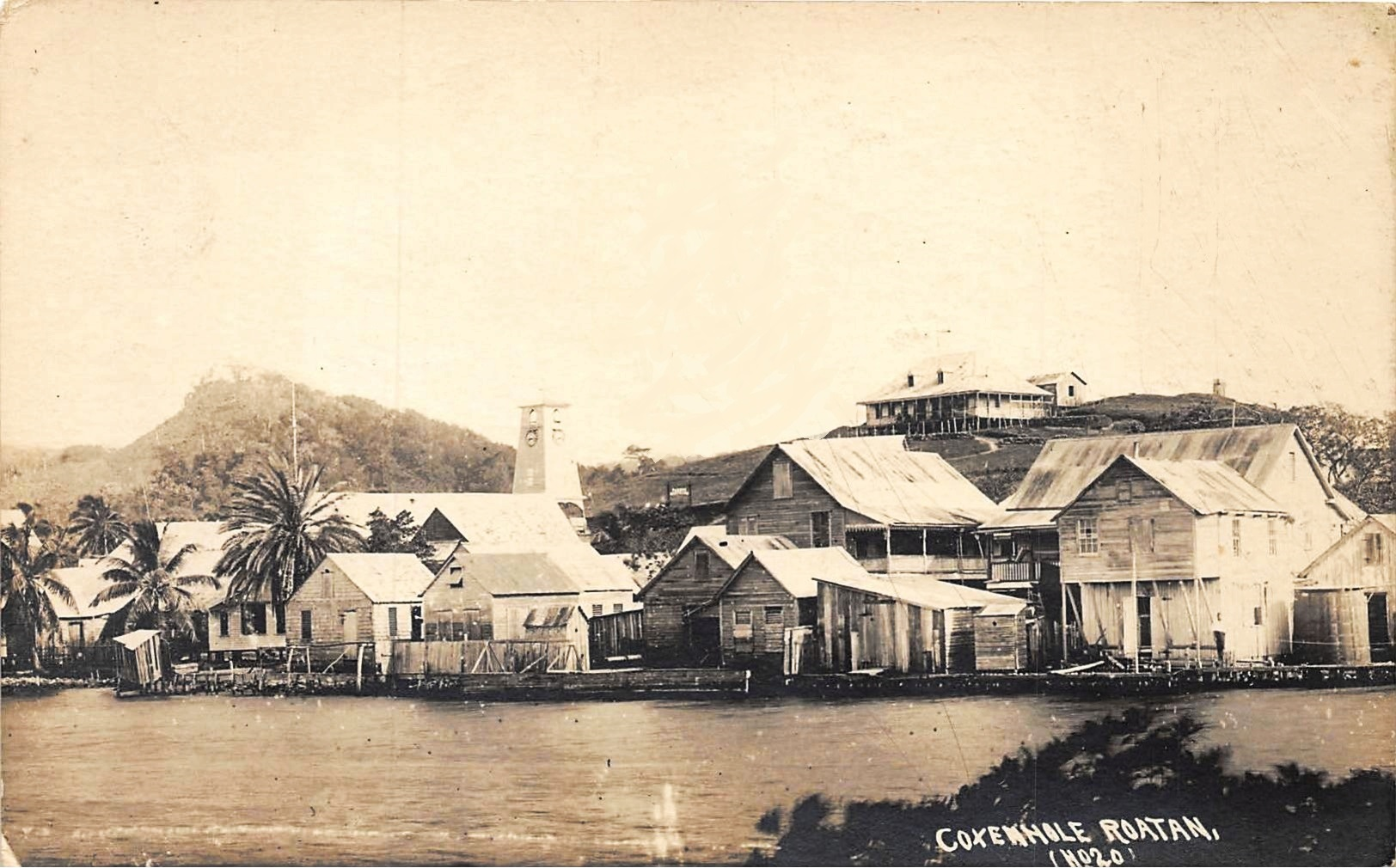
Vista costera de la ciudad de Roatán, situada en la isla homónima, es el centro administrativo de las Islas de la Bahía, Honduras. Postal con foto real de c. 1910-1920.

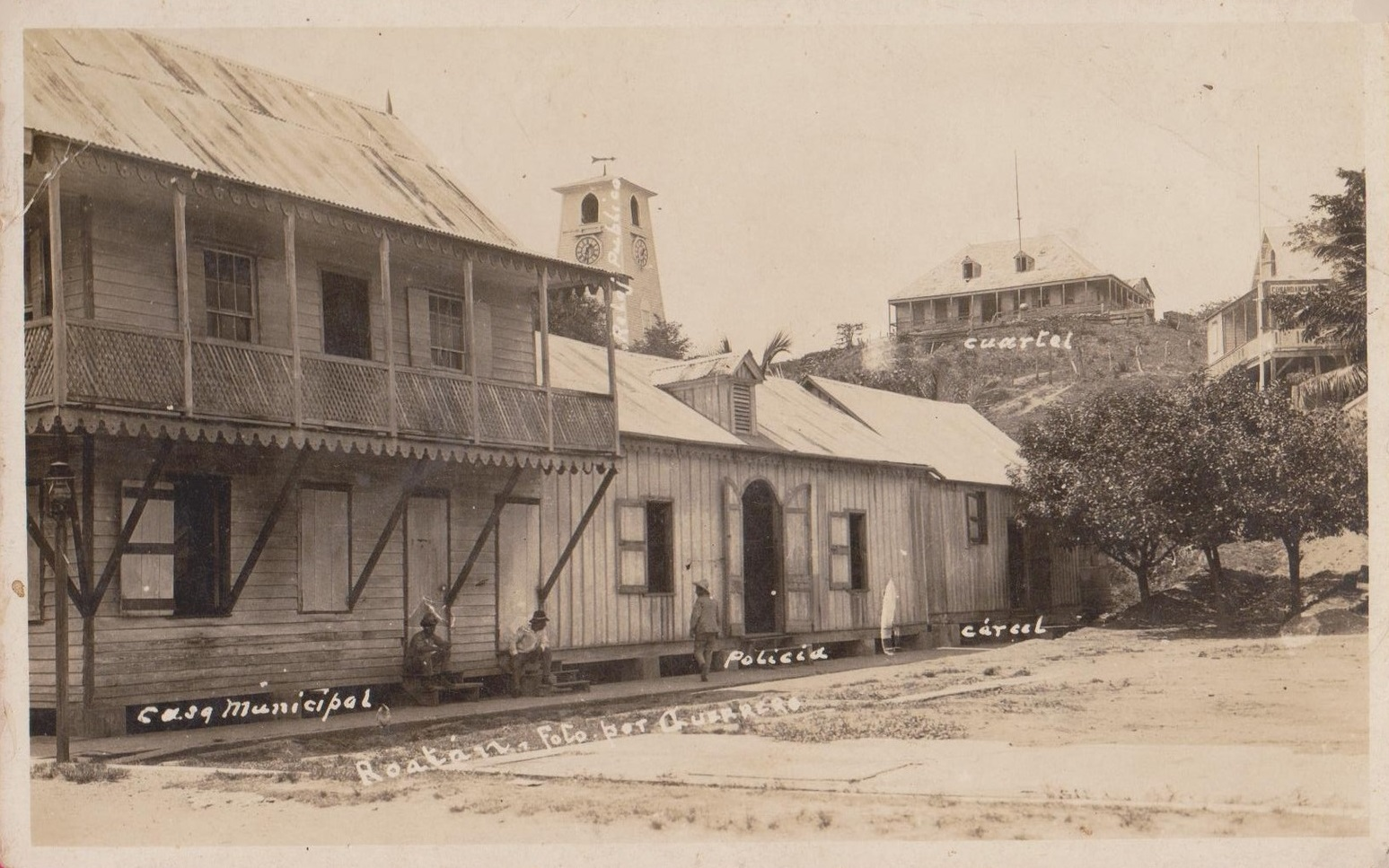
Foto postal de los años 1910 o 1920 que muestra una calle de la ciudad de Roatán.

En general, las Islas de la Bahía se refieren al archipiélago comprendido por las islas de Roatán, Utila, Guanaja y los Cayos Cochinos, que fueron habitadas por los mayas y después por los payas. En el siglo XVI llegaron los conquistadores españoles quienes trajeron esclavos africanos como parte de la tripulación. Más tarde en el siglo XVII, la isla fue invadida por los piratas ingleses; el 2 de marzo de 1782 los españoles la recuperaron y en 1788 muchos ingleses habían abandonado Roatán. En 1796 los ingleses se apoderaron nuevamente de las islas. En esta época los garífuna fueron deportados por los ingleses desde San Vicente y Granadinas, logrando muchos asilo en los vecinos territorios españoles de la Capitanía General de Guatemala. Entre 1827 y 1834 los ingleses empezaron a regresar a Roatán, que las gobernaron hasta el 21 de abril de 1861, cuando el gobierno de Honduras y gobierno del Reino Unido firmaron el Tratado de Comayagua para devolver las Islas de la Bahía a Honduras por estar estas en sus aguas territoriales.
En antiguas cartas náuticas también aparece la denominación de Guajama.
Los colonizadores ingleses trajeron a los caribes negros (garífunas) de la isla de San Vicente en 1770, los isleños blancos llegaron de Gran Caimán y de países europeos como Irlanda, Dinamarca, Italia y otros países. El idioma en las Islas de la Bahía, una vez fueron ocupadas por el Reino Unido fue el inglés, pero después de la devolución a Honduras, el único idioma oficial volvió a ser el español, aunque de hecho muchos son bilingües. En la actualidad en Roatán se habla inglés y español. Las personas mayores de 80 años hablan inglés y entienden el español; en cambio las de 60 años o menos hablan los dos idiomas debido a que la enseñanza era impartida en español en las escuelas primarias desde 1861. Aun así, muchas familias hablan únicamente inglés y reciben educación particular en inglés.
En la actualidad, la isla de Roatán se encuentra poblada solo en un 10 % de su extensión; el 90 % restante es zona selvática. Existen canales entre los manglares, que unen las distintas poblaciones.
La isla está formada geográficamente por colinas cubiertas de una frondosa vegetación; tiene 45 kilómetros de largo, por menos de 8 km en su punto más ancho, y está situada a 30 millas de la costa hondureña. La característica principal de Roatán son sus playas de arena muy blanca, bordeadas por cocoteros. Sus mares son extremadamente cristalinos lo que permite apreciar el movimiento de las diferentes especies de peces entre las algas multicolores.
El diario New York Times distinguió a Roatán con el puesto número 30 de los 53 lugares a visitar en todo el mundo
La ciudad principal es Roatán que es a su vez cabecera municipal y departamental, y cuenta con el mayor número de habitantes. Otros pueblos importantes son Puerto Francés, West End, West Bay, Punta Gorda y José Santos Guardiola.
Las Islas de la Bahía son un destino muy popular para turistas que desean realizar diversos tipos de actividades relacionadas con el mar, entre las que el buceo es la más común. Roatán tiene un aeropuerto internacional, al igual que un puerto que exporta e importa productos desde y hacia Honduras. Roatán es una de las zonas con más turismo extranjero en Honduras, junto con ciudades como Copán (sitio arqueológico) y La Ceiba. Islas de las Bahía es un lugar muy popular en el mundo ya que muchas personas del extranjero vienen a pasar sus vacaciones o su luna de miel; pueden disfrutar de su clima, arrecifes de coral, aguas cristalinas, bailes de punta en las noches, que es el baile de los garífunas descendientes de africanos.

## Archipiélago de Islas y Cayos de Roatán

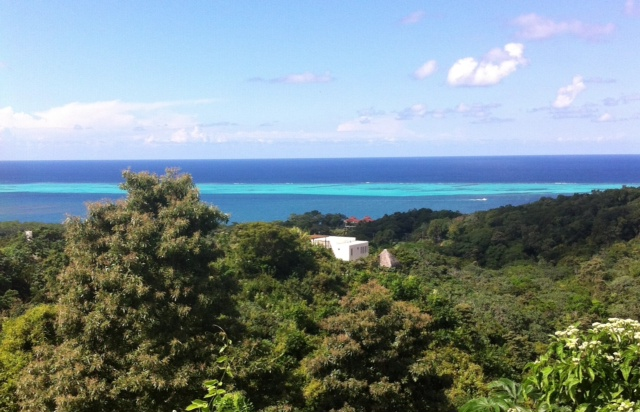
Roatán - Arrecife

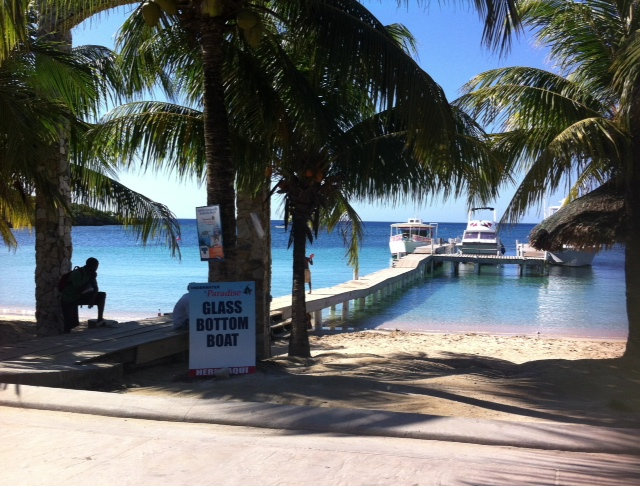
West End - Playa

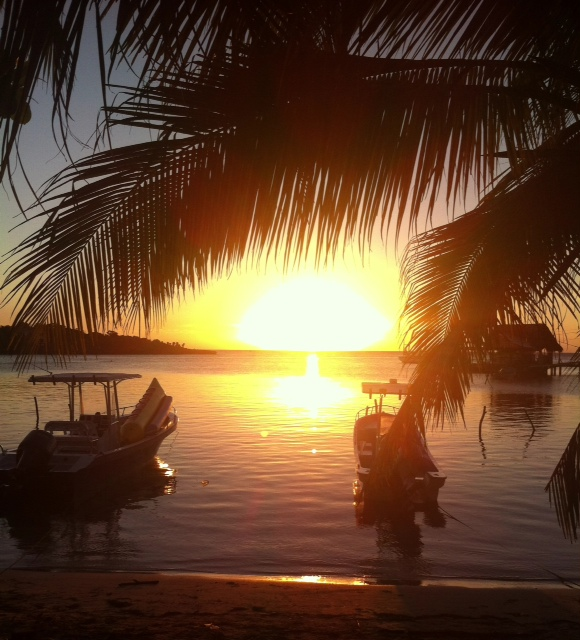
West End - Puesta del Sol

Los cayos de la Isla Roatán o el archipiélago de Isla Roatán, posee una octavia (8) de cayos por municipio y 3 islas satélites en José Santos Guardiola: 
Municipalidad de Roatán:
- Bailey's Key
- Anthony's Key
- Maya Key
- Cay 16°19'12.3"N 86°30'14.1"W
- Jesse Arch Cay
- Barefoot Cay
- Second Cay
- Sarah Cay

Municipalidad de José Santos Guardiola (Islas de la Bahía)
- French Cay Marine Park
- Oak Ridge Cay
- Lime Cay
- Cow and the Calf
- Fort Morgan Cay
- Careening Cay
- Isla Santa Elena
  - Rose Cay
- Isla Morat
  - Hog Reef
- Isla Barbareta
  - Pelikan Rock
  - Pigeon Cays

### Clima
Las Islas de la Bahía poseen un agradable clima tropical, con influencia marítima y una temperatura de 27 °C, aunque en invierno puede descender hasta los 12 grados centígrados cuando llegan los frentes fríos. La humedad es del 25%, aunque está rodeada de mucha humedad debido a la evaporación de agua del océano; las lluvias pueden ser moderadas o de vez en cuando ser tormentas fuertes, puede llegar a llover entre cinco a diez veces cada mes, los huracanes no son frecuentes, puede pasar uno cada diez años, y en realidad no son dañinos, ya que la isla está rodeada de agua y el agua que cae en la isla regresa inmediatamente al océano.

### Fauna y flora
- Vegetación: Mangos, papaya, guayaba, rosas, orquídeas, cocoteros, pinos, algas marinas, corozas, etc.
- Animales mamíferos: Agutíes (Los agutíes o agoutíes o normalmente llamado "guatusa" de roatán son una especie de roedores que únicamente existen en la isla Roatán), caballos, monos, etc.
- Animales marinos: agujas, erizos de mar, estrellas de mar de múltiples especies, cangrejos de diversas especies, delfines, meros, pulpos, gusanos fluorescentes de mar (similares a las luciérnagas), tiburones, marlin diversas especies, flying fish (Pez Volador) etc.
- Aves: garzas, gaviotas, pelícanos, pájaros carpinteros, gavilanes, águilas, colibríes, lora nuca amarilla, guacamayas, etc.
- Otros: iguanas, víboras de diversas especies, etc.

## Localidades

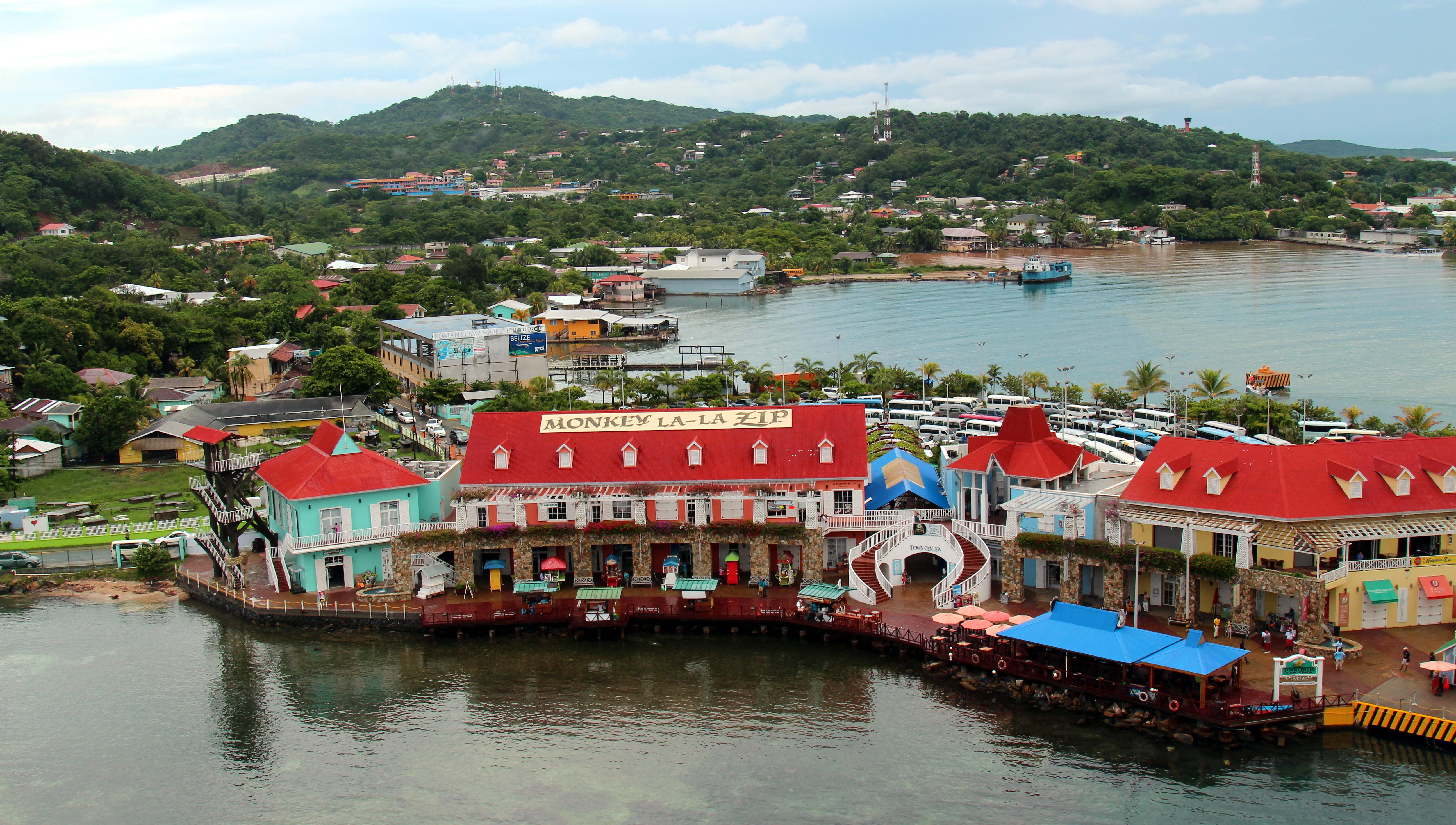
Vista panorámica de Roatán.

- Son dos los municipios localizados en la isla: Roatán (antes Coxen Hole),[8] y José Santos Guardiola, repartidos en la parte occidental y oriental respectivamente.
- Coxen Hole: Es la ciudad principal, normalmente llamada "El pueblo", y en ella es palpable la influencia afro-antillana. En ella se encuentran el muelle de cabotaje donde llegan los cruceros y el aeropuerto internacional de Roatán, varios bancos (Davivienda, Banco Atlántida, BAC Credomatic, Banco de Occidente, Banco Azteca), restaurantes, duty frees, y comercios de todo tipo. También es el punto de partida de los buses, que la unen con los distintos pueblos de la isla.
Desde Coxen Hole se pueden ver claramente las montañas de Jutiapa en tierra firme, contiguas a Ceiba.

- Los Fuertes

- West Bay: Es el poblado donde vive la clase alta de la isla, tiene las mejores playas (arena blanca, agua cristalina, sin olas, sin vegetación), ideales para nadar y bucear. Se puede ir en taxi directo desde Coxen Hole; Otra forma de llegar a West Bay desde Coxen Hole es ir a West End en taxi y luego en lancha a West Bay.
- Instituto de Ciencias Marinas de Roatán es un centro de investigación científica localizada y cuenta con un pequeño museo marino y el "Dolphin Discovery Camp" para el estudio del comportamiento de los delfines.[9]
- Prospera Zona Económica especial: Es una startup city  de unos 500 acres funcionando bajo un régimen de zona económica especial en la zona de West Bay.

De noche se puede ver claramente desde West Bay la luz de la ciudad de la Ceiba, y en los días muy claros se ven las montañas de todo el departamento de Atlántida.
- West End: Es la zona más comercial de toda las islas, ya que las playas más bellas están aquí, así como la mayor cantidad de escuelas de buceo y establecimientos de servicio para los turistas.

- French Harbour (puerto francés): Es el tercer mayor poblado de Roatán, con aproximadamente 3,000 habitantes fijos y alta población flotante. Tiene un puerto pintoresco en donde atraca la mayor parte de la flota pesquera de las islas, unas embarcaciones bien cuidadas, que la han convertido en una ciudad muy activa en el sector de la pesca; también tiene varios hoteles, y una gran discoteca muy frecuentada por turistas. En sus cercanías, está proyectado un centro turístico, Parrot Tree, que contempla la construcción de un hotel 5 estrellas, condominios, residencias, y marina, con una pequeña cala. Desde French Harbor pueden verse las montañas de Trujillo en tierra firme.

- Colonia Los Maestros: Es una pequeña colonia de clase media-alta ubicada a 1.5 km de Coxen Hole, su nombre se debe a que todos los dueños originales de las viviendas son maestros. Está rodeada por frondosos bosques. Cuenta con su propio sistema de abastecimiento de agua (2 pozos) y saneamiento.

- Monte Placentero (Los Fuertes): Es una de las comunidades más grandes e incluso supera a French Harbour en extensión, en donde vive la mayor fuerza de trabajo, principalmente la construcción y personal de servicio.

- Punta Gorda: Es un poblado de los más grandes en Roatán, el que tiene el agua de mar más limpia; Sus habitantes son en su mayoría personas de color, con costumbres y tradiciones autóctonas: es el único pueblo Garífuna de la isla, y el más antiguo de Centroamérica, ya que aquí fueron abandonados los Garífunas por los negreros ingleses tras la rebelión de San Vicente, y todos los años conmemoran su llegada a Roatán con un carnaval el día 12 de abril.[10]
- Oakridge: Es una ciudad que cuenta con un pequeño puerto pesquero y varias embarcaciones dedicadas a la pesca.

### Atractivos turísticos

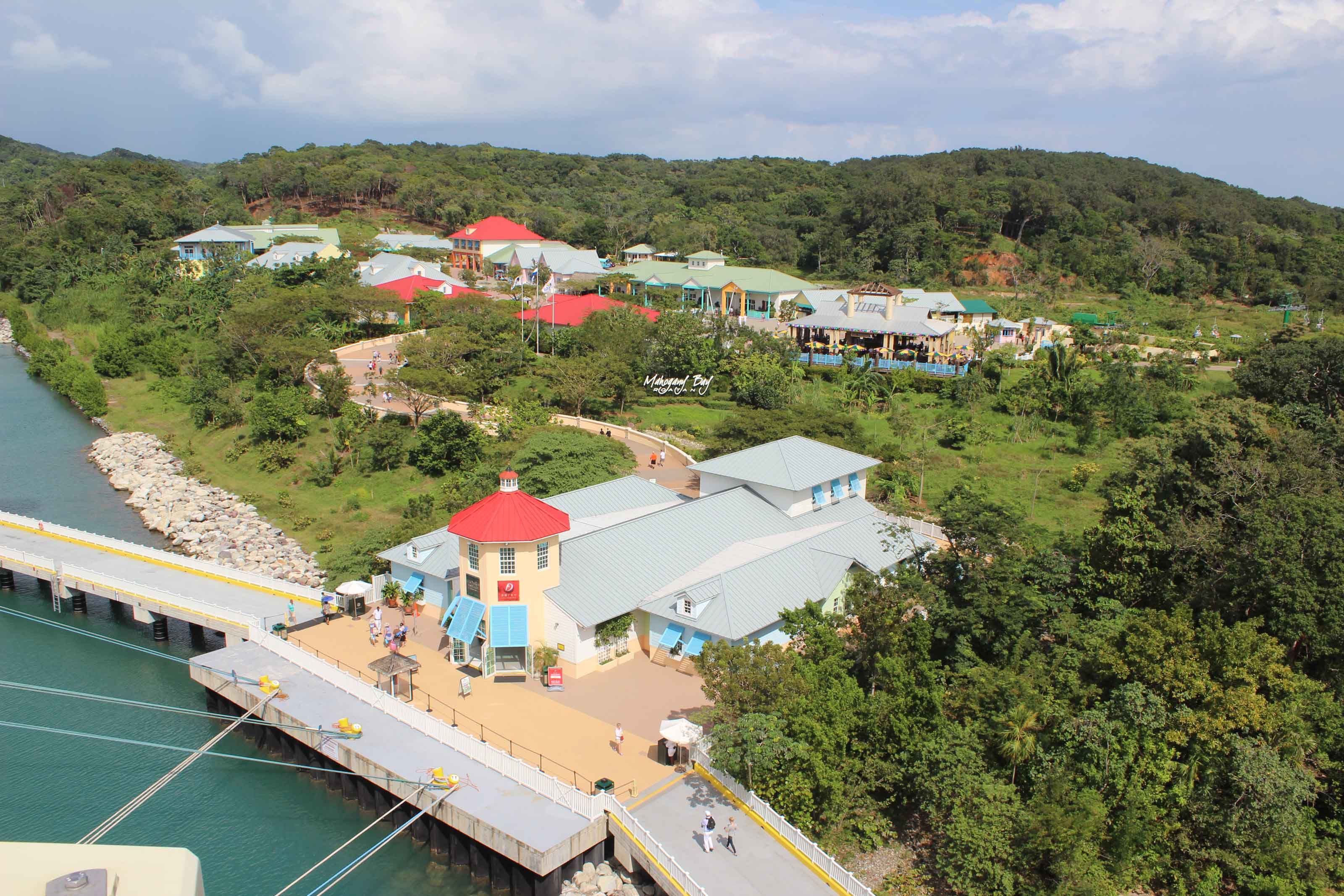
Bahía de la Caoba en Roatán.

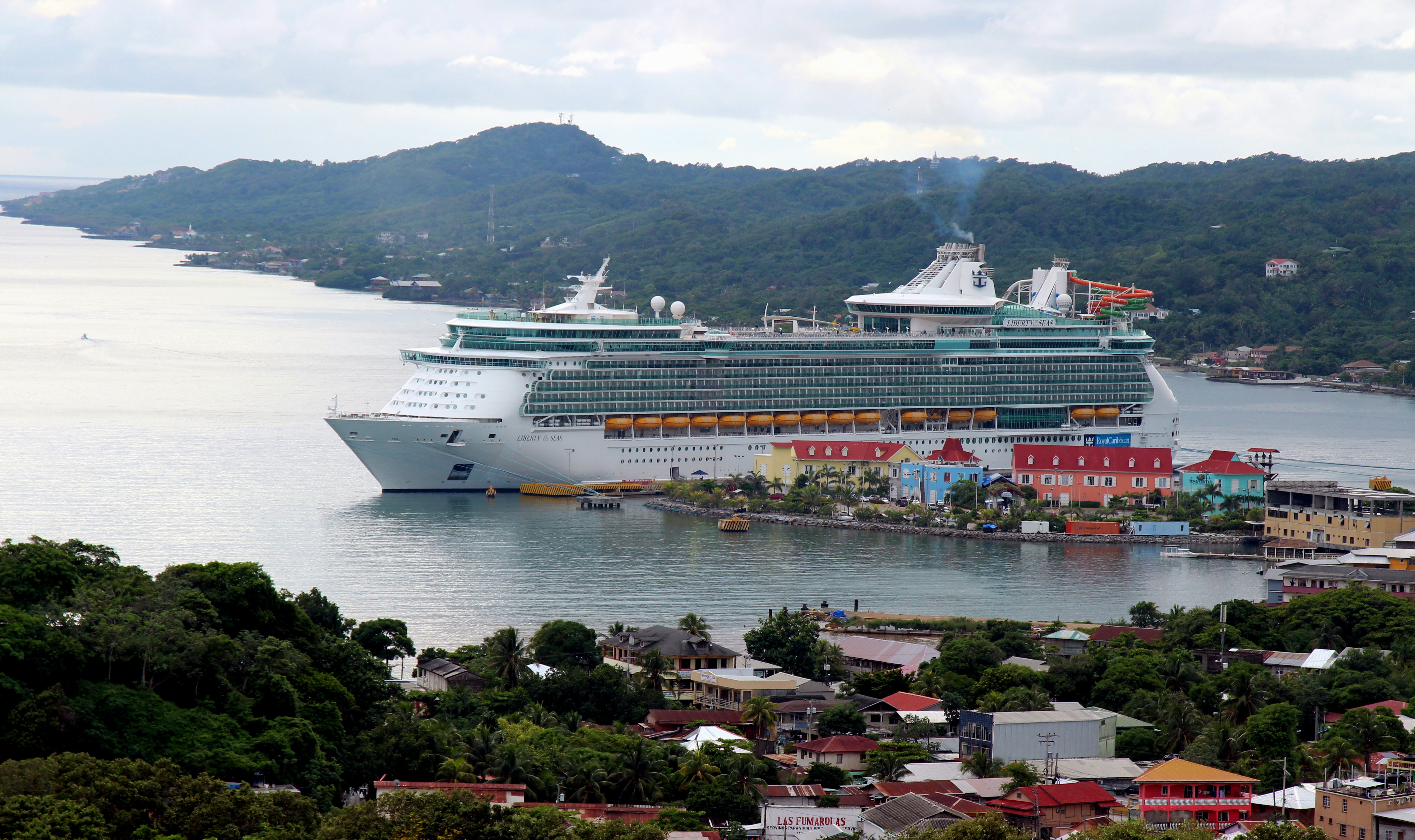
Crucero atracando en Roatán.

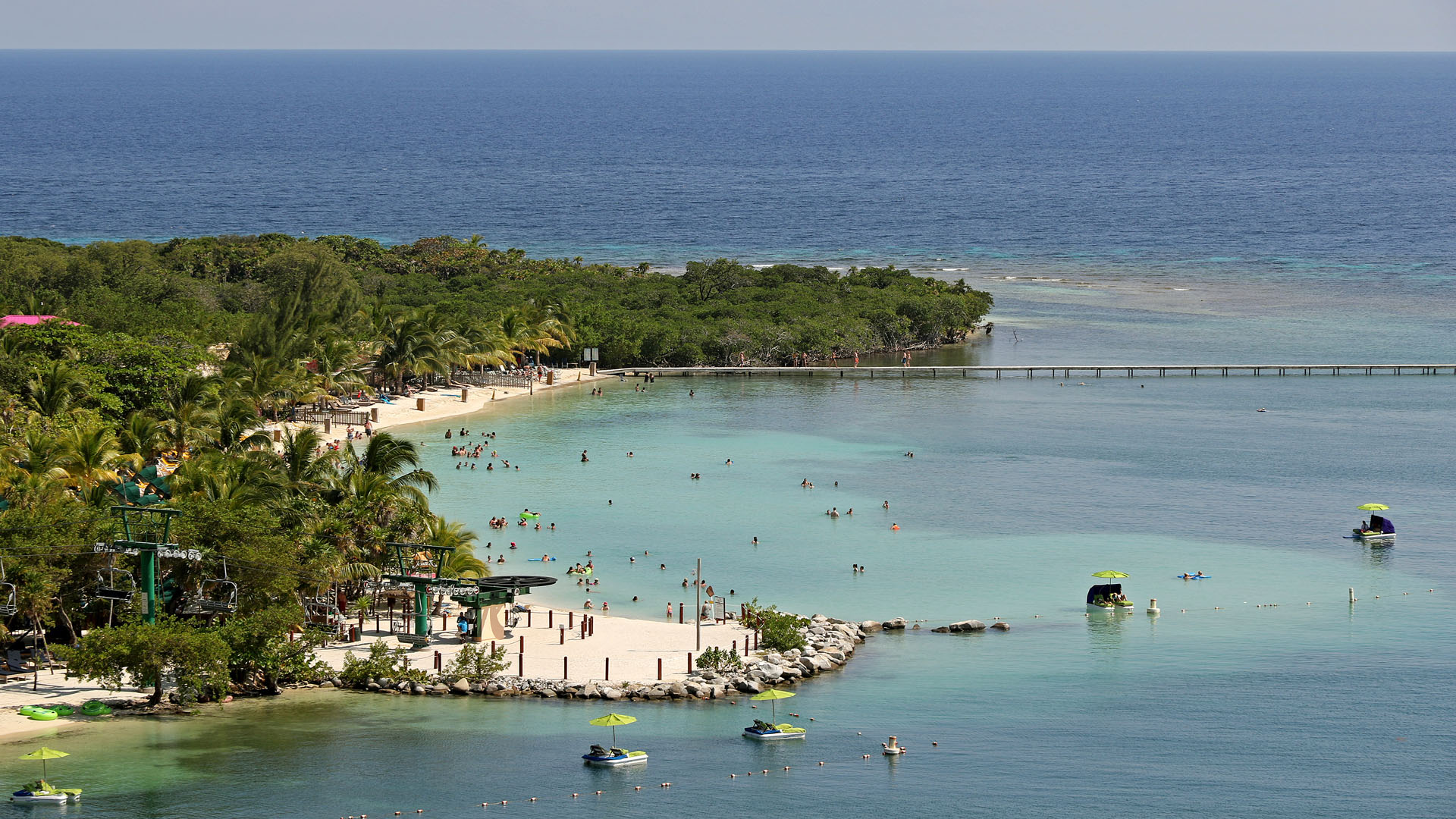
Playa de Roatán.

- La Playa de West Bay por su impresionante combinación de arenas blancas y aguas cristalinas
- La Comunidad de West End, que su atractivo es la combinación de Servicios Hoteleros, Restaurantes, Bares, Tiendas de Conveniencia.
- Stone castle: Escuela de cameo, venta de piedra y caracoles tallados.
- Big French Key: Cayo Privado, con muchas ofertas turísticas, restaurante, buceo, y más. También tiene muchos eventos que muestran la cultura Hondureña como bailes tradicionales garifunas y otros eventos.
- La playa y el mar, un agua de mar color turquesa debido a la pureza de la playa, en ausencia de vegetación, debido a una barrera natural o artificial de piedra o coral cerca de la playa.

Como Roatán tiene bonitas playas, se encuentra en la ruta de muchas compañías de cruceros, llegando hasta 5 barcos semanales en la temporada alta.
El turismo es el motor de la isla, cuando llegan los cruceros es cuando abren todas las tiendas, fuera de temporada solo funcionan un 60 %.Marzo de 2010[cita requerida]
Roatán es uno de los lugares turísticos más visitados de Honduras, los hondureños en el tiempo de verano, tienen preferencia en visitar las playas de Islas de la Bahía, en especial Roatán, debido a sus cristalinas aguas y a la belleza y tranquilidad que se puede disfrutar en compañía de la familia.  En el otoño de 1998, el huracán Mitch, con vientos de 243 km por hora, azotó la isla aunque no hizo demasiado daño, ya que el agua no afectó ni siquiera a las casas a la orilla de la playa.

### Deportes extremos
- Buceo a profundidad.

- Buceo nocturno
- Ciclismo de montaña.
- Escalada.
- Paintball.
- Canopy
- Nadar con delfines
- Kite Surfing

### Actividades
- Jardín botánico Carambola.
- Museo Anthony's Key.
- Blue Harbor Plantation (Hydroponics)
- Visita al mirador "The View" para contemplar las aguas del océano Atlántico (cerca de Punta Gorda).
- Pesca
- Paseo en el Barco de Cristal.
- Paseo en el submarino.
- Paseo en caballo por la playa.
- Practicar y aprendizaje de baile punta u otros bailes tradicionales.
- Delfinario.

### Fiestas
- Devolución de Islas de la Bahía a Honduras - Se realiza el 22 de abril.
- Campeonato de pesca - Se realiza el 15 de septiembre.
- Carnaval de Punta Gorda.
- Festival de camarón que se realiza la segunda semana de junio
- Festival de los piratas que se realiza en la comunidad de Jones ville última semana de junio primera semana de julio
- Torneo Internacional de Pesca Deportiva de Roatán segundo fin de semana de septiembre

Se realizan en la semana del 15 de septiembre.
- Carnaval de Coxen Hole.
- Carnaval de Flower Bay.
- Carnaval de Sandy Bay.
- Carnaval de West End.
- Carnaval de French Harbour.

En tiempo de Navidad:
- Christmas on the beach (Navidad en la Playa) que se realiza en West Bay.
- Carnaval Navideña que se realiza en French Harbour.

## Transportes
- Marítimo:
  - Ferrys Galaxy Wave, que unen Brick Bay (a 15 minutos de Coxen Hole) con La Ceiba, realizando el recorrido entre 1 hora a 1 hora y media (dependiendo del oleaje y viento).

- Aéreo:

| Aerolíneas                          | Destinos                                            |
| ----------------------------------- | --------------------------------------------------- |
| AeroCaribe de Honduras              | San Pedro Sula                                      |
| Aerolíneas Sosa                     | La Ceiba, San Pedro Sula, Tegucigalpa               |
| American Airlines                   | Miami                                               |
| CanJet                              | Seasonal: Montreal-Trudeau, Toronto-Pearson         |
| CM Airlines                         | San Pedro Sula, Tegucigalpa,                        |
| Delta Air Lines                     | Atlanta                                             |
| EasySky                             | La Ceiba, San Pedro Sula, Tegucigalpa               |
| Lanhsa                              | La Ceiba, San Pedro Sula, Tegucigalpa               |
| Sunwing Airlines                    | Seasonal: Montreal-Trudeau, Toronto-Pearson         |
| Avianca                             | Houston, Miami, San Salvador, San Pedro Sula,       |
| Avianca Regional operated by Isleña | La Ceiba, San Pedro Sula, San Salvador, Tegucigalpa |
| TAG Airlines                        | Ciudad de Guatemala, San Salvador                   |
| United Airlines                     | Houston, Newark                                     |

- Transporte interno:
  - Buses:
    - Coxen Hole - West End (pasando por Sandy Bay, Colonia Los Maestros, Colonia Balfate, entre otros).
    - Coxen Hole - Flower Bay (pasando por Constelation Bight, Gravel Bay).
    - Coxen Hole - Oak Ridge (pasando por los Fuertes, French Harbour, Punta Gorda).

  - Taxis colectivos (Coxen Hole - West End, Coxen Hole - French Harbor)
  - Taxis directos.
  - Buses turísticos expresos.
  - Lanchas:
    - Oak Ridge - Pandy Town.
    - Oak Ridge - El Cayo.
    - Oak Ridge - Jones Ville.
    - West End - West Bay.

## Infraestructuras
- Muelles: El muelle de cabotaje, al que llegan todos los cruceros, está ubicado en Coxen Hole. El muelle de yates para viajes nacionales cerca de French Harbour. Muchos hoteles y restaurantes ubicados al lado de la playa tienen su propio muelle.
- El aeropuerto internacional está ubicado en Coxen Hole.
- La carretera principal comienza en West End (punta oeste) hasta el extremo este de la isla, cruzando por el centro de ella y tomando ramificaciones hacia 4 km).

## Cultura
En general, su población está compuesta de gente de ascendencia africana, inglesa y mestiza, con un número reducido de población de ascendencia indígena. El idioma oficial es el español, pero la mayoría de la población es bilingüe en castellano y en inglés caribeño.

### Creencias y tradiciones
- Cabañuelas. Es una tradición de origen español para pronosticar el clima de los meses del año. También está presente en comunidades mexicanas y de otros países. Consisten en relacionar días concretos del mes de agosto con cada mes del año, comenzando estas relaciones día-mes el 1 de agosto que corresponde a enero, el tres a febrero y así sucesivamente hasta el 13 que corresponde a diciembre. El 1 de agosto es una fecha clave en las cabañuelas, y es conocida como la "llave del año", de suerte que las variaciones meteorológicas habidas a lo largo de este día darán cuenta de cómo será el año en su conjunto

### Terminología en Roatán
Los habitantes de la isla se dividen en varias etnias. Están los afrodescendientes que se les llama morenos o negros, los de ascendencia hispanoamericana que se les llama indios y los de ascendencia estadounidense o europea, que se les llama caracoles.
- Caracol(a): se refiere a las personas nacidas en cualquiera de las tres islas de la bahía, ya sea en Roatán, Útila o Guanaja, sin importar el grupo étnico. El idioma que hablan los caracoles es el inglés criollo, la mayoría de los habitantes hablan inglés, aunque el idioma oficial de Honduras es el español.

### Gastronomía
- Hog fry
- Rich Pxndx
- Sopa de Caracol
- Sopa marinera
- Sopa de res (vacuno)
- Sopa de cangrejo
- Sopa de King Crab (cangrejo gigante)
- Pescado frito
- Pollo frito
- Casabe,
- Helados, conos, pasteles
- Licuados,
- Queques (pan casero).
- Flan de coco
- Pan de coco
- Delicias garífunas
- las baleadas (famosas tortillas hechas de harina de trigo, comida típica hondureña)